# Lijst van nummer 1-hits in Italië in 1991
Deze hits stonden in 1991 op nummer 1 in de Hit Parade Italia, de bekendste hitlijst in Italië.
| Datum        | Artiest                      | Titel                            |
| ------------ | ---------------------------- | -------------------------------- |
| 5 januari    | Londonbeat                   | I've been thinking about you     |
| 12 januari   | Lucio Dalla                  | Attenti al lupo                  |
| 19 januari   | Lucio Dalla                  | Attenti al lupo                  |
| 26 januari   | Lucio Dalla                  | Attenti al lupo                  |
| 2 februari   | Enigma                       | Sadeness (Part I)                |
| 9 februari   | Enigma                       | Sadeness (Part I)                |
| 16 februari  | Enigma                       | Sadeness (Part I)                |
| 23 februari  | Enigma                       | Sadeness (Part I)                |
| 2 maart      | Enigma                       | Sadeness (Part I)                |
| 9 maart      | Riccardo Cocciante           | Se stiamo insieme                |
| 16 maart     | Riccardo Cocciante           | Se stiamo insieme                |
| 23 maart     | Riccardo Cocciante           | Se stiamo insieme                |
| 30 maart     | Riccardo Cocciante           | Se stiamo insieme                |
| 6 april      | Riccardo Cocciante           | Se stiamo insieme                |
| 13 april     | Riccardo Cocciante           | Se stiamo insieme                |
| 20 april     | Riccardo Cocciante           | Se stiamo insieme                |
| 27 april     | Riccardo Cocciante           | Se stiamo insieme                |
| 4 mei        | Riccardo Cocciante           | Se stiamo insieme                |
| 11 mei       | Riccardo Cocciante           | Se stiamo insieme                |
| 18 mei       | Riccardo Cocciante           | Se stiamo insieme                |
| 25 mei       | Riccardo Cocciante           | Se stiamo insieme                |
| 1 juni       | Riccardo Cocciante           | Se stiamo insieme                |
| 8 juni       | Riccardo Cocciante           | Se stiamo insieme                |
| 15 juni      | Simple Minds                 | Let there be love                |
| 22 juni      | Crystal Waters               | Gypsy woman (La da dee la da da) |
| 29 juni      | Crystal Waters               | Gypsy woman (La da dee la da da) |
| 6 juli       | Crystal Waters               | Gypsy woman (La da dee la da da) |
| 13 juli      | Crystal Waters               | Gypsy woman (La da dee la da da) |
| 20 juli      | Crystal Waters               | Gypsy woman (La da dee la da da) |
| 27 juli      | Claudio Bisio & Rocco Tanica | Rapput (Senza fiato)             |
| 3 augustus   | Claudio Bisio & Rocco Tanica | Rapput (Senza fiato)             |
| 10 augustus  | Crystal Waters               | Gypsy woman (La da dee la da da) |
| 17 augustus  | Crystal Waters               | Gypsy woman (La da dee la da da) |
| 24 augustus  | Crystal Waters               | Gypsy woman (La da dee la da da) |
| 31 augustus  | Claudio Bisio & Rocco Tanica | Rapput (Senza fiato)             |
| 7 september  | Claudio Bisio & Rocco Tanica | Rapput (Senza fiato)             |
| 14 september | Claudio Bisio & Rocco Tanica | Rapput (Senza fiato)             |
| 21 september | Claudio Bisio & Rocco Tanica | Rapput (Senza fiato)             |
| 28 september | Claudio Bisio & Rocco Tanica | Rapput (Senza fiato)             |
| 5 oktober    | Claudio Bisio & Rocco Tanica | Rapput (Senza fiato)             |
| 12 oktober   | Claudio Bisio & Rocco Tanica | Rapput (Senza fiato)             |
| 19 oktober   | Claudio Bisio & Rocco Tanica | Rapput (Senza fiato)             |
| 26 oktober   | Claudio Bisio & Rocco Tanica | Rapput (Senza fiato)             |
| 2 november   | U2                           | The fly                          |
| 9 november   | U2                           | The fly                          |
| 16 november  | U2                           | The fly                          |
| 23 november  | Michael Jackson              | Black or white                   |
| 30 november  | Michael Jackson              | Black or white                   |
| 7 december   | Michael Jackson              | Black or white                   |
| 14 december  | Michael Jackson              | Black or white                   |
| 21 december  | Michael Jackson              | Black or white                   |
| 28 december  | Michael Jackson              | Black or white                   |